# China Open 2005 (Tennis)
Die China Open 2005 in Peking waren ein Tennisturnier für Damen der WTA Tour 2005, das vom 17. bis 25. September 2005 stattfand, sowie ein Tennisturnier für Herren der ATP Tour 2005, das vom 12. bis zum 19. September stattfand.